# Erik Bo Andersen
Erik Bo Andersen (Dronningborg, 1970. november 14. –) dán válogatott labdarúgó.

## Pályafutása

### Klubcsapatban
1992 és 1996 között az AaB csapatában játszott, mellyel 1995-ben dán bajnoki címet szerzett és 24 találattal az idény legeredményesebb játékosának bizonyult. Az AaB színeiben 98 mérkőzésen 50 gólt szerzett, ennek köszönhetően a válogatottba is bekerült. Az 1996–97-es szezonban a Skóciában a Rangresnél szerepelt kölcsönben. 1997-ben visszatért Dániába az Odenséhez, ahol egy évet töltött. 1998-tól 2000-ig az MSV Duisburg játékosa volt Németországban. A 2000–01-es szezont a norvég Odds csapatánál töltötte. 2002 és 2003 között az AaB labdarúgója volt.

### A válogatottban
1995 és 1996 között 6 alkalommal szerepelt a dán válogatottban. Részt vett az 1996-os Európa-bajnokságon.

## Sikerei, díjai
AaB Fodbold
- Dán bajnok (1): 1994–95

Skócia
- Skót bajnok (1): 1996–97
- Skót kupagyőztes (1): 1996–97

Odd Grenland
- Norvég kupagyőztes (1): 2000

Egyéni
- A dán bajnokság gólkirálya (1): 1994–95 (24 gól)